# Юдин, Юрий Алексеевич
Юрий Алексеевич Юдин — советский хозяйственный, государственный и политический деятель.

## Биография
Родился в 1936 году.
Окончил Азово-Черноморский сельскохозяйственный институт. С 1958 года — на хозяйственной, общественной и политической работе. В 1958—1993 гг. — главный агроном совхоза «Великое село» Старорусского района, директор совхоза «Лычковский», первый заместитель, начальник Валдайского районного производственного управления сельского хозяйства, первый секретарь Валдайского райкома КПСС, начальник управления сельского хозяйства Новгородского облисполкома, заместитель начальника, начальник Главного территориального производственного управления Северо-Западного и Волго-Вятского районов, начальник Главного территориального производственного управления Министерства совхозов РСФСР, начальник Главной инспекции по Нечернозёмной зоне Министерства сельского хозяйства РСФСР, инструктор Отдела ЦК КПСС, второй секретарь Новгородского обкома КПСС.
Избирался депутатом Верховного Совета РСФСР 11-го созыва, народным депутатом России. Член Комитета по средствам массовой информации, связям с общественными организациями, член фракции «Беспартийные депутаты».